# جهاز دعم الاستقرار
جهاز دعم الاستقرار جهاز أمني ليبي تأسس بقرار من المجلس الرئاسي، مهمته حماية مؤسسات الدولة والمقرات والمسؤولين.

## التأسيس
تأسس جهاز دعم الاستقرار بقرار (26) الذي صدر بتاريخ الأحد 11 يناير 2021م، ومقره الرئيسي في مدينة طرابلس، وله صلاحيات في كافة مناطق ليبيا.
يُدار جهاز دعم الاستقرار برئيس وثلاثة نواب، ويرأسه العميد عبد الغني الككلي، وتتكون القوة التابعة للجهاز من منتسبي الجيش والشرطة بمختلف أجهزتها.

## الاختصاصات
يتولى جهاز دعم الاستقرار مجموعة من الاختصاصات والمهام كما نص قرار تأسيسه، يأتي في مقدمتها تعزيز الإجراءات الأمنية الكفيلة بحماية المقرات الرسمية للدولة من أية تهديدات أمنية، وتعزيز حماية المسؤولين كلما تطلب الأمر ذلك، والمساهمة في تأمين وحماية المنافذ البرية والبحرية، ومكافحة الهجرة غير القانونية وذلك عن طريق بعض إدارات الجهاز وبالتنسيق والتعاون مع الجهات المختصة.
كما يشارك الجهاز في تأمين وحماية الاحتفالات والمناسبات الرسمية، ويشارك -متى اقتضت الضرورة- في تنفيذ العمليات القتالية بما في ذلك الاقتحام والمداهمة والملاحقة الأمنية بالتنسيق والتعاون مع الجهات المختصة، وأيضا مكافحة الشغب وفض الاشتباكات، بالتعاون مع مديريات الأمن والأجهزة المختصة.

## الإدارات
يحتوي الهيكل التنظيمي لجهاز دعم الاستقرار على عدد من المكاتب والإدارات ولكل منها مهامها المحددة.
- إدارة التحريات وجمع الاستدلالات.
- إدارة مكافحة التوطين والهجرة غير القانونية.
- إدارة الحماية وأمن الشخصيات.
- إدارة التدريب والتأهيل.
- إدارة المعلومات والتوثيق.
- إدارة الأمن المركزية.
- إدارة مكافحة الإرهاب والنشاط الهدام.
- إدارة العمليات والدعم اللوجستي.
- إدارة مكافحة الشغب.
- إدارة الأمن الاقتصادي.
- غرفة العمليات والسيطرة.

## الفــروع
للجهاز عدة فروع في مختلف مناطق ليبيا أُنشأت بموجب قرار من المجلس الرئاسي، وهي:
- فرع المنطقة الوسطى برئاسة السيد/ عبد الله أحمد سباقه.
- فرع المنطقة الغربية، برئاسة العميد/ الصابر علي ارميلة.
- فرع المنطقة الشرقية، لم تتم تسمية رئيس له.
- فرع المنطقة الجنوبية، لم تتم تسمية رئيس له.

## المكاتب
أنشأت عدة مكاتب للجهاز في عدة مدن في مختلف أنحاء ليبيا للعمل على فرض الأمن وممارسة اختصاصات الجهاز في هذه المدن والمناطق المجاورة لها، وهي:
- مكتب البيضاء
- مكتب نسمة.
- مكتب الخمس.
- مكتب زوارة - رأس جدير.
- مكتب أبو صرة.
- مكتب نالوت.
- مكتب جنزور

## وصلات خارجية
الموقع الرسمي للجهاز